# Puchar Świata w biathlonie 2011/2012 – Chanty-Mansyjsk 2012
Zawody pucharu świata w biathlonie w Chanty-Mansyjsku były ostatnimi w sezonie 2011/2012 w tej dyscyplinie sportu. Konkurencje rozgrywane były w dniach 16 – 18 marca. Rywalizacja odbywała się w sprincie, biegu pościgowym oraz biegu ze startu wspólnego.
Pierwszego dnia zawodów rozegrano sprinty. U mężczyzn wygrał Francuz Martin Fourcade przed Niemcem Arndem Peifferem i Szwedem Fredrikiem Lindströmem, u kobiet wygrała Niemka Magdalena Neuner przed Ukrainką Wiktoriją Semerenko i Białorusinką Darją Domraczawą. Drugiego dnia rozegrano biegi pościgowe. U mężczyzn ponownie wygrał Francuz Martin Fourcade przed Niemcem Arndem Peifferem i Norwegiem Emilem Hegle Svendsenem. Martin Fourcade wygrywając ten bieg zapewnił sobie triumf w cyklu pucharu świata i kryształową kulę w tej konkurencji, wcześniej triumfował w klasyfikacji sprintu. U kobiet bieg pościgowy wygrała Białorusinka Darja Domraczewa przed Finką Kaisą Mäkäräinen i Ukrainką Wiktoriją Semerenko. Kryształową kulę za zwycięstwo w klasyfikacji generalnej i w klasyfikacji sprintu zdobyła Niemka Magdalena Neuner. Kryształową kulę za zwycięstwo w klasyfikacji biegu pościgowego zdobyła Białorusinka Darja Domraczewa.

## Program zawodów
| Dzień    | Konkurencja             | Początek             | Liczba uczestników |
| -------- | ----------------------- | -------------------- | ------------------ |
| 16 marca | Sprint mężczyzn         | 11:00 CET 15:00 YEKT | 86                 |
| 16 marca | Sprint kobiet           | 13:30 CET 17:30 YEKT | 62                 |
| 17 marca | Bieg pościgowy mężczyzn | 11:30 CET 15:30 YEKT | 60                 |
| 17 marca | Bieg pościgowy kobiet   | 13:45 CET 17:45 YEKT | 59                 |
| 18 marca | Bieg masowy mężczyzn    | 11:30 CET 15:30 YEKT | 30                 |
| 18 marca | Bieg masowy kobiet      | 13:45 CET 17:45 YEKT | 30                 |

## Zestawienie medalistów

### Mężczyźni
| Konkurencja                        | Złoto                              | Srebro                    | Brąz                               |
| Sprint (10 km) szczegóły           | Martin Fourcade Francja (FRA)      | Arnd Peiffer Niemcy (GER) | Fredrik Lindström Szwecja (SWE)    |
| Bieg pościgowy (12,5 km) szczegóły | Martin Fourcade Francja (FRA)      | Arnd Peiffer Niemcy (GER) | Emil Hegle Svendsen Norwegia (NOR) |
| Bieg masowy (15 km) szczegóły      | Emil Hegle Svendsen Norwegia (NOR) | Arnd Peiffer Niemcy (GER) | Anton Szypulin Rosja (RUS)         |

### Kobiety
| Konkurencja                      | Złoto                           | Srebro                            | Brąz                              |
| Sprint (7,5 km) szczegóły        | Magdalena Neuner Niemcy (GER)   | Wiktorija Semerenko Ukraina (UKR) | Darja Domraczewa Białoruś (BLR)   |
| Bieg pościgowy (10 km) szczegóły | Darja Domraczewa Białoruś (BLR) | Kaisa Mäkäräinen Finlandia (FIN)  | Wiktorija Semerenko Ukraina (UKR) |
| Bieg masowy (12,5 km) szczegóły  | Darja Domraczewa Białoruś (BLR) | Tora Berger Norwegia (NOR)        | Kaisa Mäkäräinen Finlandia (FIN)  |